# Terênes
Els terênes són un dels pobles indígenes del Brasil. La seva llengua tradicional és el terêna i viuen als estats de Mato Grosso, Mato Grosso do Sul, i São Paulo.

## Història i societat
Amb l'establiment del Serviço de Proteção ao Índio el 1910, l'assignació definitiva de terres índies poc després, i la ubicació d'un lloc indi governamental a prop de Taunay el 1916, els terena es van col·locar sota un sistema similar a la reserva.

## Incident de la granja de Buriti
El 15 de maig de 2013, un grup de centenars terenes van tornar a ocupar una parcel·la de terra, ara propietat d’un polític i ramader local, que creuen que forma part del seu territori ancestral indígena. La granja Buriti es troba al municipi de Sidrolândia. Després de dues setmanes d’ocupació, van ser desallotjats per la força el 30 de maig per la policia local. Un dels seus membres, Osiel Gabriel, de 35 anys, va ser assassinat a trets per la policia durant el desallotjament i tres més van resultar ferits. Els terena van aconseguir recuperar el control de la terra l'1 de juny.

## Pandèmia per Covid-19
El 2020, els pobles indígenes del Brasil, entre els quals hi ha els terenes, van ser greument afectats per la pandèmia de Covid-19 i per la manca de resposta del govern brasiler.